# Militärjunta
En militärjunta är en form av regering, ofta i en militärdiktatur, där en grupp av officerare har den högsta politiska makten.
Ordet junta (spanskt uttal: [ˈxunta]) härstammar från spanskan och betyder "kommitté" eller "möte", men här används ordet i en inskränkt mening i form av ett slags oligarki där ett fåtal har den exekutiva, lagstiftande och dömande makten. Ordet användes ursprungligen i denna bemärkelse under spanska frihetskriget då regionala och lokala förvaltningar organiserade motståndet mot den franska ockupationen.